# Reessum
Reessum (tyska: Reeßum) är en kommun i Landkreis Rotenburg i Niedersachsen, Tyskland. Genom kommunen passerar motorvägen A1.
Kommunen ingår i kommunalförbundet Samtgemeinde Sottrum tillsammans med ytterligare sex kommuner.